# Unbelievers (米津玄师歌曲)
〈Unbelievers〉（直译：「不信者」）是米津玄师的第四张主要单曲。由日本环球音乐于2015年9月2日发布。

## 概要
这是继上一张专辑《Flowerwall 》之后时隔约8个月的首张单曲。 「特别套装版」包含一张歌曲CD和14张原创图案贴纸，装在乙烯基盒中；「现场写真集版」包含一张歌曲CD和一本中野贵久拍摄的现场照片写真集； “普通版”则只有歌曲CD。以三种格式发行 。此外，单曲的三个版本的初版将包括2016年1月起举行的全国巡回演唱会“米津玄師 2016 TOUR 音楽隊”的用于抽选预售票的序列号该作品是米津玄师由日本环球音乐发行的最后一首单曲。
主打歌首次在TOKYO FM制作的广播节目《SCHOOL OF LOCK! 》中播出。 

## 关于歌曲
标题主要意思是“异教徒、怀疑论者” 。这首歌的原型在第二张专辑《 YANKEE 》的制作阶段就已经筹备了。
歌曲的音乐视频在横滨和神奈川县川崎拍摄，由艺术总监平野文子制作。
MIZUNO “WAVE ENIGMA 5”广告歌曲。

## 收录的歌曲

### 歌曲CD
| 曲序     | 曲目             | 编曲                  | 时长  |
| -------- | ---------------- | --------------------- | ----- |
| 1.       | Unbelievers      | 米津玄師 / 蔦谷好位置 | 4:46  |
| 2.       | 旅人電燈         | 米津玄師              | 4:22  |
| 3.       | こころにくだもの | 米津玄師              | 4:06  |
| 总时长： | 总时长：         | 总时长：              | 13:14 |